# Fortezza Spagnola
La Forteresse espagnole (en italien ; Fortezza Spagnola) est une fortification côtière située dans une position dominante à Porto Santo Stefano, une frazione de la commune de Monte Argentario, (province de Grosseto), en Toscane.

## Histoire
La forteresse a été construite par les Espagnols entre la fin du XVIe et le début du XVIIe siècle , après que Porto Santo Stefano soit devenu une partie de l'État des Présides. Le lieu choisi pour la construction de la structure défensive fortifiée avait déjà été choisi par les Siennois pour la construction de la tour de Santo Stefano au XVe siècle.
Certains matériaux de construction ont été utilisés à partir de la tour préexistante après sa démolition par les Espagnols, car elle n'était pas considérée comme digne du système de défense côtière plus efficace en cours de construction. Cependant, les travaux de construction du complexe défensif avancèrent très lentement et ne se terminèrent qu'en 1636 avec quelques améliorations apportées après l'élaboration d'un projet d'amélioration ultérieur par l'ingénieur militaire Pedro Álvarez. La fortification a rempli efficacement ses fonctions défensives pendant des siècles, réussissant dans diverses circonstances à résister et à repousser les attaques ennemies et les incursions maritimes.
Au début du XIXe siècle, les Français renforcèrent la structure défensive pour résister aux éventuels assauts des navires britanniques pendant la période napoléonienne. Par la suite, l'ensemble du territoire fut rattaché au grand-duché de Toscane et la maison de Lorraine entreprit quelques travaux de restauration. Après l'unification de l'Italie, la forteresse a continué à remplir des fonctions militaires et est devenue une garnison stratégique pendant la Première Guerre mondiale, tandis que dans la période d'après-guerre de la Seconde Guerre mondiale, les deux bâtiments de la terrasse la plus élevée ont été ajoutés pour abriter temporairement les bureaux municipaux.
Une série de restaurations réalisées dans la seconde moitié du XXe siècle ont permis de redonner à l'ensemble du complexe son lustre d'antan, et depuis 1997 il est utilisé comme complexe muséal avec l'inauguration d'expositions sur des thèmes locaux.

## Description
La forteresse espagnole de Porto Santo Stefano ressemble à un complexe imposant qui se développe sur un plan quadrangulaire, avec d'imposantes bases inclinées et rappelle dans les éléments stylistiques de la tour de Buranaccio.
La fortification est constituée de deux bâtiments adossés l’un à l’autre, le plus petit étant situé du côté face à la mer. L'accès se fait du côté du sol, où une porte d'entrée s'ouvre au niveau supérieur, précédée d'un long et caractéristique escalier extérieur qui se termine par un pont qui a remplacé le pont-levis en bois d'origine.

### Expositions permanentes
La forteresse abrite les expositions permanentes Mémoires submergées et Charpentiers navals  , créées dans le but de les intégrer dans le futur à un éventuel Musée maritime de Porto Santo Stefano. Les expositions font partie du réseau des musées provinciaux Musei di Maremma.

## Galerie

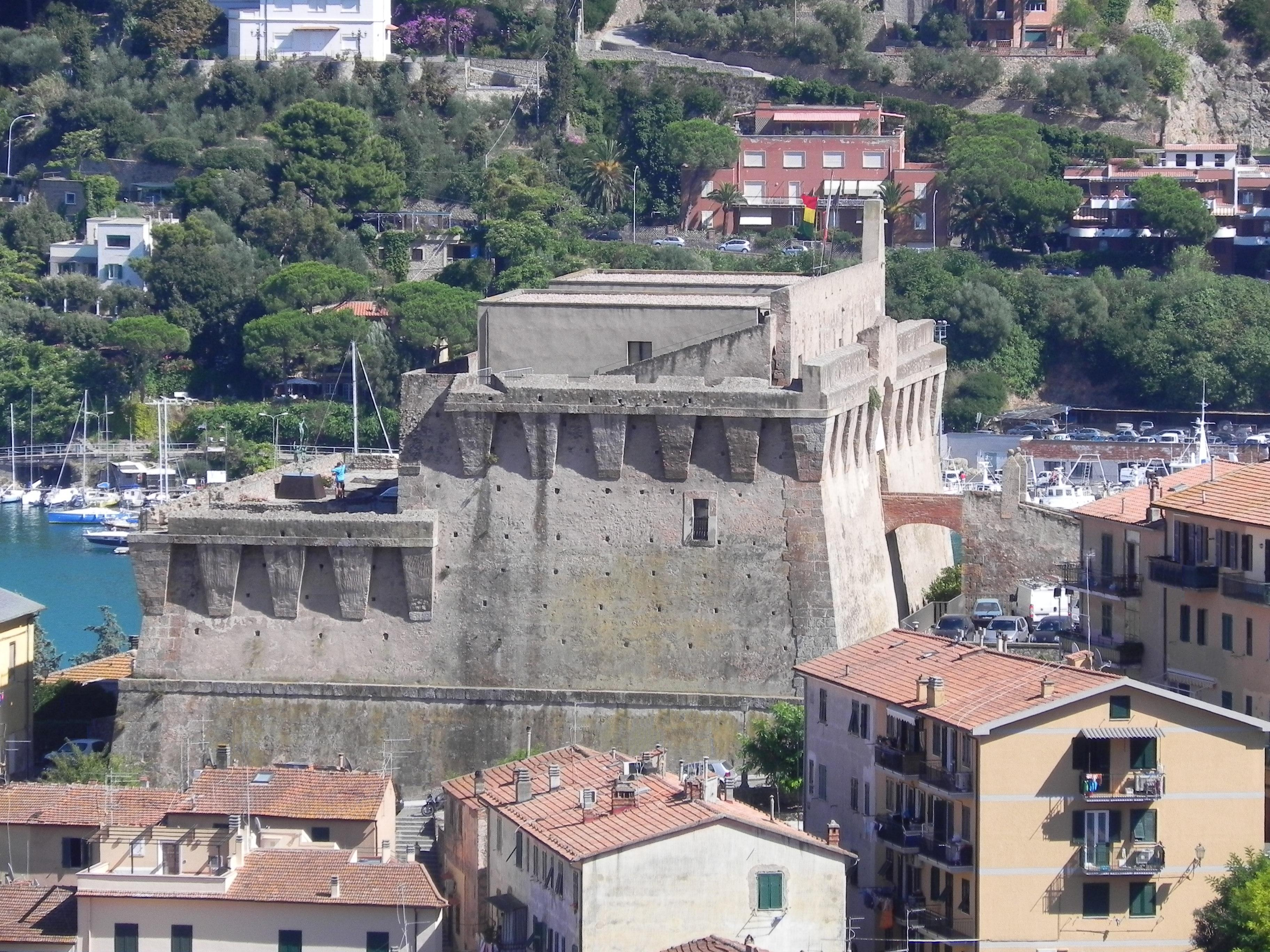
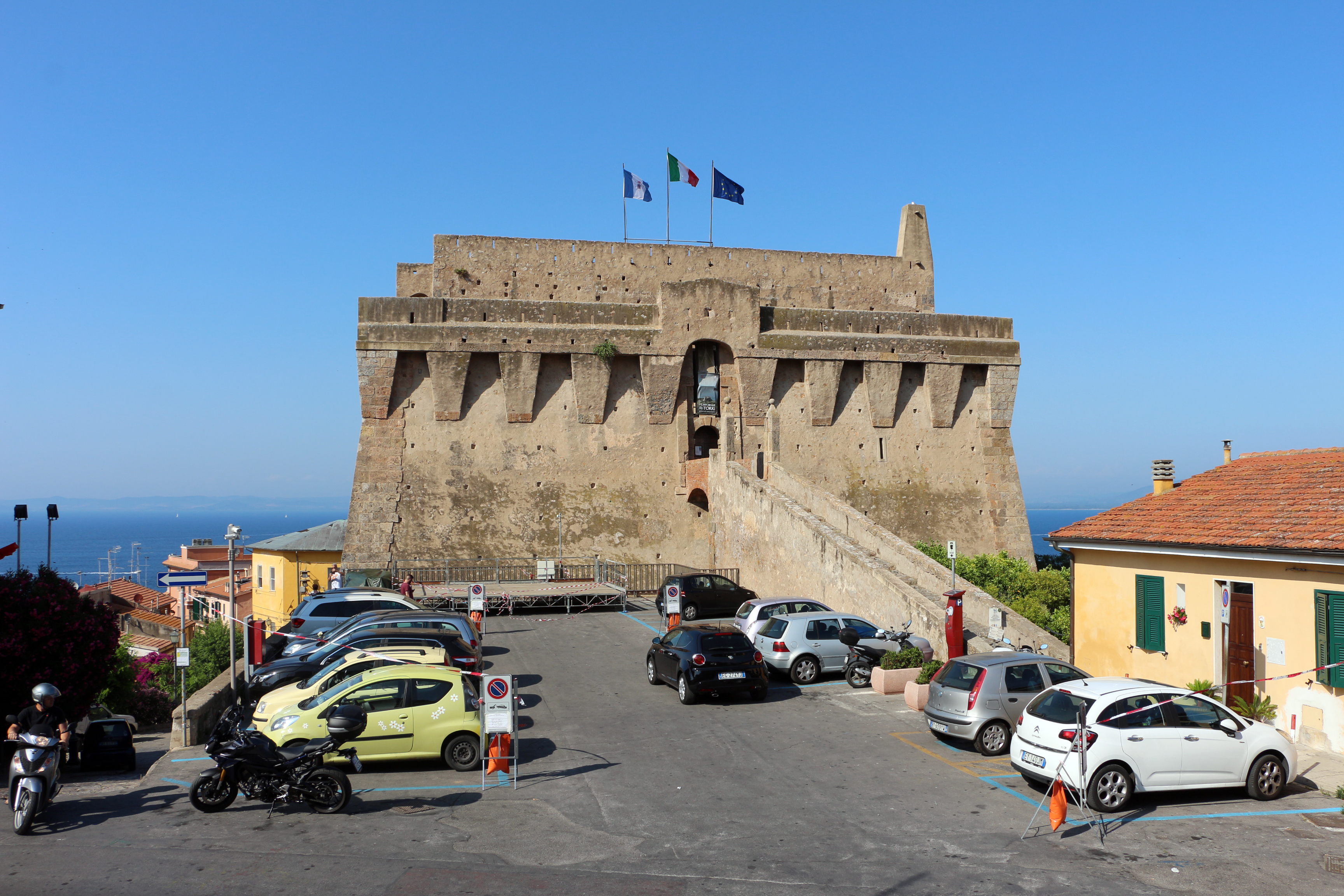